# Шёпот острова
«Шёпот острова» (англ. Whispers and Lies) — американский телевизионный фильм, премьера которого состоялась 6 апреля 2008 года на кабельном телеканале Lifetime. В главной роли Мелисса Джоан Харт. В Великобритании фильм вышел под названием The secrets of Pine Cove («Дело было на Пайн-Кове»).

## Сюжет
Джилл бежит по пристани к парому, но ворота оказываются закрытыми, она кричит, но паром уже уплыл. Далее происходят события за четыре дня до этого.
Джилл и её кузина Патти приезжают на остров Пайн-Ков по приглашению друга Патти, который живёт на острове. Джилл знакомится на выставке художника Криса Хэммета с ним же самим, и между ними возникают некие чувства. Крис знакомит её с Фэй, которая стояла рядом с Патти.
Ночью, во время прогулки по острову, Джилл и Патти заметили, что за ними следит какой-то высокий мужчина. В этот же момент на Патти нападает вор в толстовке с изображением черепа на спине и выхватывает её сумку. В результате Патти ранит руку об скамейку. Её друг Кэвин отводит её к доктору Крофт.
Джилл всю ночь пыталась дозвониться до своей кузины, но та не брала трубку. В это время к дому подъехал Крис Хэммет и предложил ей пройтись по острову на следующий день. Джилл согласилась. Когда Крис уходил, она заметила, что у него постоянный плохой кашель.
Наутро Джилл заглянула в коттедж кузины, и там она застала того мужчину, который следил за ней прошлой ночью. В ужасе выскочив на улицу, она стала звать на помощь, пока мужчина пытался что-то ей сказать. Вскоре он убежал. Джилл пошла в полицию, и шериф обещал ей во всем разобраться. В конце разговора с ней он повернулся назад, будто смотрел на кого-то.
Пройдя по пристани, Джилл увидела, как пара мужчин уводит пожилую женщину, которая была в непонятной истерике. Взгляд Джилл упал на вывеску, где было сказано, что тут офис доктора Фэй Крофт. Во время разговора с Фэй Джилл узнаёт, что после приёма Патти ушла с Кэвином кататься на лодке. Когда Джилл ушла, доктор быстро взяла трубку и стала куда-то звонить.
Джилл пошла в галерею Криса, но там его не было. Она позвонила ему через телефонную будку, чтобы напомнить про обещанную прогулку. Внезапно мимо прошёл знакомый силуэт в той самой толстовке с рисунком черепа. Джилл кинулась к незнакомцу, крикнув вдогонку, но тот бросился бежать. На дороге вора оказался Крис и остановил его. Вором оказалась 16-летняя Камилла, приемная дочь Фэй Крофт. В страхе, что её мать узнает о сумке, Камилла попросила её отпустить и не говорить ничего её матери.
Во время прогулки с Крисом Джилл узнаёт, что того незнакомца, который следил за ней, зовут Юджин Фриц и он сумасшедший. В это время на мобильный Джилл пришло сообщение от Патти, в котором Патти неправильно написала своё имя. Во время разговора с Крисом Джилл поцеловала его. В поцелуе он кинул взгляд на её шею, там было родимое пятно. Крис тут же поспешил уйти. Когда Джилл вернулась в коттедж кузины, хозяйка сказала, что Патти уехала с острова на пароме. Джилл поехала к пристани, но ворота были закрыты. Она попросила рабочего пустить её на паром к кузине, но как только она назвала имя Патти, тот закрыл ворота и не пустил её. Джилл вернулась в галерею, где Крис сказал ей, что знает, что Кэвин уехал с Патти. Джилл в обиде убежала и решила отыскать Кэвина. Крис догоняет её и отвозит в убежище Кэвина. Пока он чинил свою машину, Джилл спустилась в амбар и увидела все вещи кузины. Позвонив с мобильного на её телефон, она услышала сигнал в одном из чемоданов. Внезапно на неё нападает Кэвин, Джилл бьёт его по руке разводным ключом. Кэвин признается, что Патти убежала на паром без него. Джилл и Крис уезжают на машине обратно.
Внезапно машина Криса теряет управление. На большой скорости Джилл выпрыгивает из автомобиля, а Крис разбивается о дерево. Его доставляют к доктору Крофт. В офисе доктора шериф допрашивает Джилл. Джилл обвиняет Кэвина, но шериф отвергает все её подозрения. Выйдя на улицу, Джилл замечает немого мальчика. Кроме него Джилл ещё не видела на острове ни одного ребёнка. Мимо проходит Камилла. Джилл заводит с ней разговор, в котором узнает, что та хотела украсть у Патти телефон. Джилл хочет дать Камилле свой, но тут выходит её мать. Джилл уходит на стоянку. Фэй говорит Камилле, чтобы она не водилась с Джилл. По пути на стоянку на Джилл нападает незнакомец из коттеджа. Крича, он хватает Джилл и пытается разглядеть её родимое пятно. Неожиданно появляется шериф и стреляет в Юджина. Тот падает замертво. Когда уносят его тело, Джилл замечает Камиллу и едет за ней на машине. Та приводит её на кладбище. Джилл пытается вытянуть из неё правду об острове, взамен обещает ей увезти её с острова. Камилла рассказывает ей, что её мать умерла из-за какого-то странного заболевания. Оно коснулось и Юджина. Камилла отводит Джилл к дому Юджина. Там Джилл находит старую фотографию Юджина с семьей.
По пути в коттедж шериф останавливает Джилл и говорит ей, что Патти мертва. Джилл приходит на опознание тела. Фэй говорит ей, что Патти нашли рыбаки в воде у причала. Джилл не верит её словам и хочет увезти тело на материк. Фэй говорит, что нельзя этого сделать до вскрытия. Когда Фэй подала Джилл бумаги для подписи, Джилл порезалась о скрепитель бумаг. Фэй, обработав её рану, втихаря оставила образец её крови. В медкарте Фэй неверно написала имя Патти, и сомнения Джилл увеличились.
На следующее утро Джилл пошла на причал, спросить рыбаков. Те ничего не знали. Тогда она пошла к доктору Крофт. Там куча стариков ожидали какой-то прививки. Джилл заметила на улице Кэвина и Криса, она решила, что ей показалось. Потом она пошла в архивы острова и попросила дать ей копии газет и журналов на слайдах. Просматривая слайды, она узнала, что много туристов умерли на острове одинаковыми смертями. На одном слайде ей попалась статья, в котором была фотография Юджина Фрица с семьёй, такая же, какую нашла она. В газете дата снимка была 22 мая 1862 года.
Джилл прошла в галерею Криса и застала там Камиллу, обыскивающую шкафы. Камилла сказала, что Крис лежит в больнице на материке. Джилл замечает, что Камилле тоже сделали прививку в руку и просит её провести её в офис Фэй, чтоб увидеть тело кузины. Когда Джилл проникает в офис, она осматривает кузину и видит, что в её глазах нет покраснения, как у утонувших. Увидев на полке склянки с кровью, она берет шприц и пробует взять у Патти кровь из вены. Шприц остается пустым, так как в вене нет крови. Взломав шкаф доктора, Джилл достаёт все дела и видит снимки родимых пятен у всех погибших. Она понимает, что она следующая в этом списке. Выбежав на улицу, она бежит к пристани. По дороге она теряет все дела и бежит, чтобы успеть на паром. Ворота закрыты. Она кричит, но паром уже уплыл. Она звонит в службу спасения, не назвав своё имя. Но женский голос в трубке успокаивает её, назвав по имени Джилл. Тут звонок обрывается и Джилл бежит в галерею Криса. К её удивлению, она видит его силуэт в окне, а поднявшись, застаёт его целого и невредимого. Он решает увезти её с острова, но тут их застает шериф. Он отвозит Джилл в участок и сажает за решётку, сказав, что ей осталось недолго. Неожиданно сзади появляется совершенно живой Юджин. Джилл пытается узнать у него, что это за прививки. В комнату входит Камилла и освобождает Джилл.
По дороге к пристани через лес Джилл узнает, что кровь Патти и таких же, как она, с родимым пятном, используют для вакцины против болезни, что сильная кровь позволяет им жить дальше, и что Камилле уже 145 лет, но она все ещё выглядит как подросток. Их догоняют. Крис, Джилл и Камилла стоят, окруженные людьми, среди которых Фэй. Джилл пытается вырваться, объясняя, что именно из-за этой вакцины на острове нет детей, что единственный ребенок стал немым из-за вакцины, Крис постоянно кашляет, и что возраст всех стариков в округе всё равно влияет на их жизнь, даже если они живут ещё 100 лишних лет. В ярости Фэй пытается застрелить Джилл, но Крис её останавливает. Джилл говорит, что нужно прекратить убийства невинных и прожить остаток жизни своими собственными жизнями. Все вокруг поверили словам Джилл и стали расходиться, оставив Фэй одну, раздавленную своим горем. Камилла, Крис и Джилл покидают остров.

## В ролях
- Мелисса Джоан Харт — Джилл
- Диана Миллиган — Патти
- Сьюзэн Хоган — доктор Фэй Крофт
- Патрик Карри — Крис Хэмметт
- Дэймон Рунян — Кэвин Уотсон
- Стефан Арнгрим — Юджин Фрэйтс
- Ягода Яник — Камилла Остин
- Грег Майклс — шериф Дэниэлс
- Мэри Блэк — Роуз